# Gentiana veitchiorum
Gentiana veitchiorum är en gentianaväxtart som beskrevs av William Botting Hemsley. Gentiana veitchiorum ingår i släktet gentianor, och familjen gentianaväxter. Inga underarter finns listade i Catalogue of Life.